# Borojó (paroisse civile)
Pour les articles homonymes, voir Borojo.
Borojó est l'une des six paroisses civiles de la municipalité de Buchivacoa dans l'État de Falcón au Venezuela. Sa capitale est Borojó.

## Géographie
La paroisse civile, outre sa capitale Borojó, possède peu de localités, parmi lesquelles Santa María sur la voie principale T-03 reliant Dabajuro et Mene de Mauroa.

## Galerie

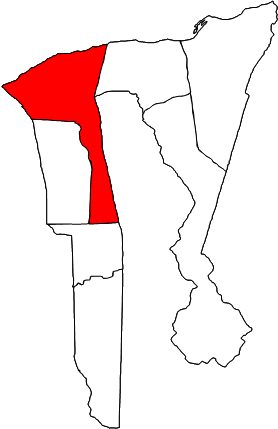
Emplacement de la paroisse de Borojó, en rouge, dans la municipalité de Buchivacoa.
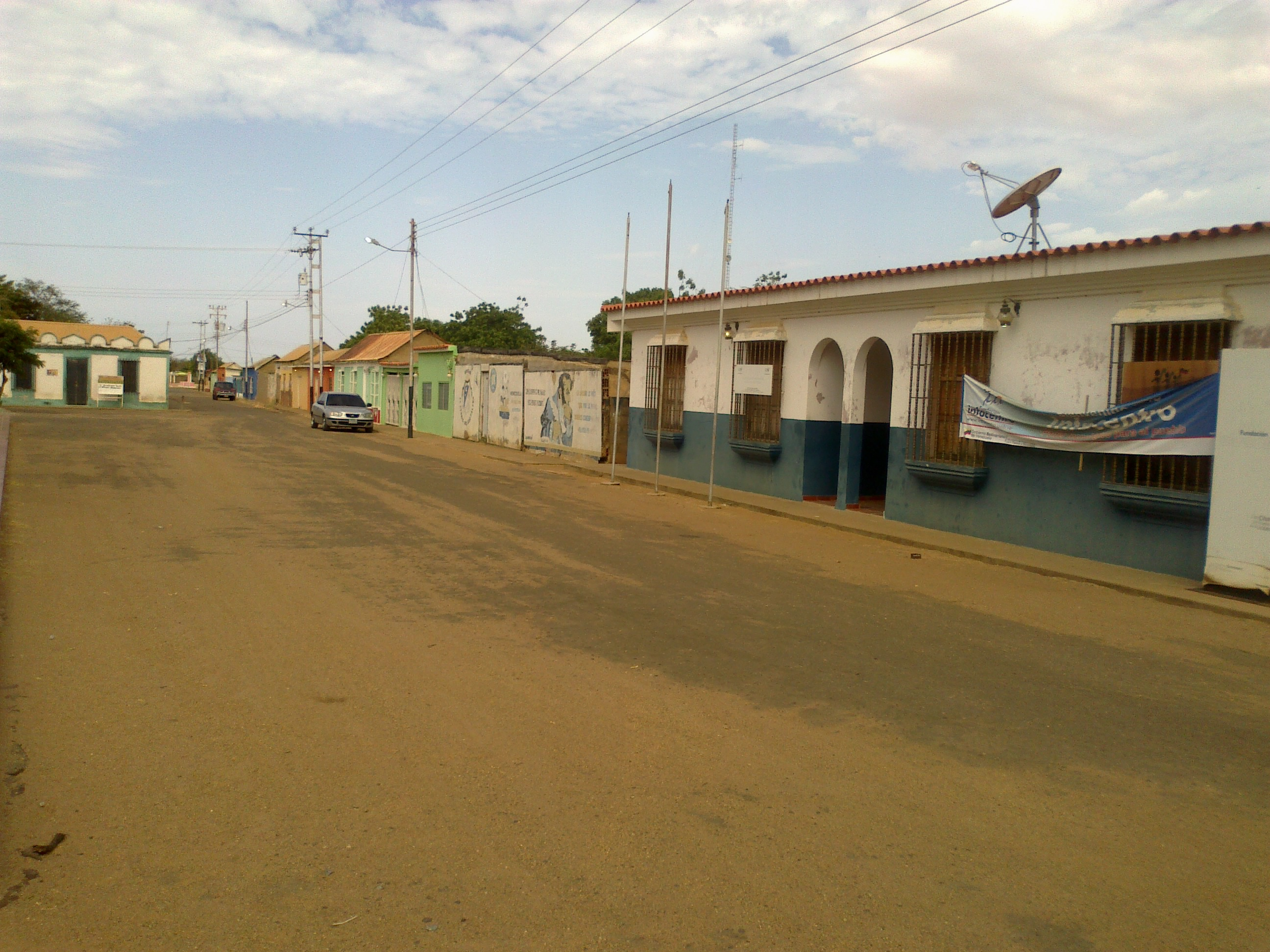
Rue principale de Borojó